# Isle of Grain
Isle of Grain (även enbart: Grain) är en ort och civil parish i grevskapet Kent i sydöstra England. Orten ligger i enhetskommunen Medway, cirka 16 kilometer nordost om Rochester och cirka 3,5 kilometer nordväst om Sheerness. Isle of Grain var tidigare en egen ö, men utgör numera den ostligaste delen av halvön Hoo. Tätorten (built-up area) hade 1 730 invånare vid folkräkningen år 2021.